# العبيدية (طبريا)
العبيدية قرية فلسطينية تبعد 11 كيلومتر جنوب مدينة طبريا. موجودة على تل صغير دائري على بعد 2.5 كم من جنوب بحيرة طبرية وبعد 1 كم جنوب مصب وادي الفجاس في ضفة نهر الأردن الغربية، 
هجروا سكان القرية البالغ عددهم 1010 عام 1948 في شهر اذار ودمرت القرية إثر الاحتلال الصهيوني. ومن الممكن أن تكون العبيدية، بنيت على آثار بلدة كنعانية تسمى «بيت شمس».

## القرية قبل الاحتلال
قبل احتلال القرية وتهجيرها كان في العبيدية طاحونة طين، وكانت الزراعة ركن أساسي لاقتصاد القرية وكانت زراعة الحبوب والخضراوات تستحوذ الجزء الأكبر من مساحة أراضي القرية أما زراعة الحمضيات والزيتون احتلت جزءا بسيطا، بينما كان شجر النخيل وافرا في  المنطقة الواقعة  شمالي القرية.
يعود تاريخ القرية العبيدية إلى فترة 790 الف سنة، ومايكل كورباليس يرجعه إلى نحو 1.4 مليون سنة. بجانب القرية يوجد عدة خرب أثرية منها خربة الشمساوي.

## احتلال القرية
بعد أن تعرضت منطقة الجليل الغربي وقرى مجاورة لقرية العبيدية لغارات من قوات الهاغاناه في شهر اذار عام 1948، قاموا سكان قرية العبيدية بالهجرة إلى الناصرة تحسبا من هجمات خطيرة. ومع بداية ايار/مايو بدأ السكان اليهود بضغوطات من أجل اقامة مستعمرتين جدد على أنقاض قرية العبيدية بعد أن أصبحت خالية من السكان.

## القرية اليوم
ما زالت حيطان القناة التي تمد طاحونة الطين بالماء موجودة، وأنقاض بعض أطلال المنازل واكوام حجارة وبضع شجيرات نخيل والأراضي المجاورة والمحيطة بالقرية يستعملها الإسرائيليون بغرض زراعة القطن.